# A.J.M. Smith
Arthur James Marshall Smith (ur. 8 listopada 1902 w Montrealu, zm. 21 listopada 1980 w East Lansing) – kanadyjski poeta. 

## Życiorys
Jeszcze jako student w 1925 założył pismo "McGill Fortnightly Review". W 1932 uzyskał stopień doktora na uniwersytecie w Edynburgu. Od 1936 profesor na Michigan State University. W 1941 otrzymał obywatelstwo amerykańskie. Wydał kilka antologii poezji kanadyjskiej, w tym The Book of Canadian Poetry (1943).